# Hipposideros speoris
Hipposideros speoris (Schneider, 1800) è un pipistrello della famiglia degli Ipposideridi diffuso nel Subcontinente indiano.

## Descrizione

### Dimensioni
Pipistrello di medie dimensioni, con la lunghezza della testa e del corpo tra 46 e 62 mm, la lunghezza dell'avambraccio tra 45,6 e 54 mm, la lunghezza della coda tra 20 e 29 mm, la lunghezza del piede tra 7 e 11 mm, la lunghezza delle orecchie tra 12,5 e 19 mm.

### Aspetto
Le parti dorsali sono marroni con la base dei peli bianca, mentre le parti ventrali sono più chiare. Alcuni individui sono completamente grigi. Le orecchie sono grandi, larghe, triangolari e con una concavità sul bordo posteriore appena sotto la punta. La foglia nasale presenta una porzione anteriore con un incavo centrale sul bordo inferiore poco profondo e con tre fogliette supplementari su ogni lato, un setto nasale largo e con delle alette intorno alle narici ben sviluppate, una porzione intermedia leggermente concava sul bordo superiore, una porzione posteriore con il margine superiore semi-circolare e con tre setti longitudinali che la dividono in quattro celle. Una sacca frontale è presente nei maschi, sostituita da un ciuffo di peli nelle femmine. La coda è lunga e si estende leggermente oltre l'ampio uropatagio. Il primo premolare superiore è piccolo e situato fuori la linea alveolare.

## Biologia

### Comportamento
Si rifugia in colonie fino a diverse centinaia di individui all'interno di grotte,  cantine, vecchie fortezze, palazzi, sotto i ponti, in edifici abbandonati, templi e gallerie. L'attività predatoria inizia una decina di minuti dopo il tramonto. Il suo volo è lento e basso.

### Alimentazione
Si nutre di insetti come coleotteri, ditteri e zanzare catturati in prossimità del suolo.

### Riproduzione
Danno alla luce un piccolo alla volta l'anno dopo una gestazione di 135-140 giorni.

## Distribuzione e habitat
Questa specie è diffusa negli stati indiani dell'Andhra Pradesh, Gujarat, Karnataka, Kerala, Maharashtra, Orissa, Tamil Nadu, Uttarakhand e nello Sri Lanka. Recentemente è stato registrato anche presso Pyay, Myanmar
Vive in diversi tipi di habitat, dalle pianure aride alle foreste collinari fino a 1.385 metri di altitudine.

## Conservazione
La IUCN Red List, considerato il vasto areale, la tolleranza a diversi tipi di habitat e la popolazione presumibilmente numerosa, classifica H.speoris come specie a rischio minimo (Least Concern)).